# Узбекистан ервејз
Узбекистан ервејз (узб. O`zbekistan Havo Yo`llari) је национална авио-компанија Узбекистана. Из базе на Аеродрому Ташкенту, постоје летови ка 40 међународних саобраћајних дестинација и 12 домаћих.
Узбекистан ервејз је 2003. и 2004. године на кратко летео ка Њујорку преко Београда.

## Редовне линије
За више информација погледајте: Редовне линије Узбекистан ервејза

## Флота
| Тип             | Укупно        | Седишта | Напомена |
| --------------- | ------------- | ------- | -------- |
| Авро РЏ85       | 3             |         |          |
| Антонов Ан-24РВ | 3             |         |          |
| Антонов Ан-24В  | 8             |         |          |
| Боинг 757-200   | 6             |         |          |
| Боинг 767-300ЕР | 4             |         |          |
| Боинг 787-8     | (2 поручених) |         |          |
| Ербас А310-300  | 3             |         |          |
| Ербас А320-200  | (6 поручених) |         |          |
| Иљушин Ил-62М   | 1             |         |          |
| Иљушин Ил-76ТД  | 7             |         |          |
| Јаколев Јак-40  | 9             |         |          |
| Тупољев Ту-154Б | 5             |         |          |
| Тупољев Ту-154М | 5             |         |          |